# Yang Peiqi
Yang Peiqi (en chino: 杨佩琪; Wuhan, 10 de mayo de 2007) es una deportista china que compite en natación, especialista en el estilo libre. Ganó dos medallas en el Campeonato Mundial de Natación, en los años 2024 y 2025, ambas en la prueba de 4 × 200 m libre.

## Palmarés internacional
| Campeonato Mundial | Campeonato Mundial  | Campeonato Mundial | Campeonato Mundial |
| Año                | Lugar               | Medalla            | Prueba             |
| ------------------ | ------------------- | ------------------ | ------------------ |
| 2024               | Doha (Catar)        | Medalla de oro     | 4 × 200 m libre    |
| 2025               | Singapur (Singapur) | Medalla de bronce  | 4 × 200 m libre    |